# Tri mušketira (1946.)
Tri mušketira (špa. Los tres mosqueteros, eng. The Three Musketeers) je urugvajsko-argentinski film kojeg je režirao Julio Saraceni. Ovaj film je jedan od brojnih adaptacija djela Tri mušketira iz 1844. koje je napisao Alexandre Dumas stariji. Film je premijerno prikazan 9. kolovoza 1946., a sniman je u cijelosti u Montevideu.

## Uloge
- Armando Bo - d'Artagnan
- Roberto Airaldi - Athos
- Francisco Pablo Donadio - Porthos
- Miguel Moya - Richelieu
- Enrique Roldán - Rochefort
- César Fiaschi - Rey

## Vanjske poveznice
- Profil filma na IMDB-u (engl.)